# Paysandu Sport Club
El Paysandu Sport Club es un club de fútbol de la ciudad de Belém, estado de Pará en Brasil. Es uno de los más importantes equipos de la Región Norte del país y el mayor ganador del Campeonato Paraense. Paysandu es conocido también como Papão da Curuzu, Papão debido a su mascota Bicho-papão y Curuzu por la calle donde se encuentra su estadio. Participa en el Campeonato Brasileño de Serie B.
Obtuvo 50 campeonatos estaduales, 1 copa regional (Copa Norte en 2002) y 3 campeonatos nacionales: el Campeonato Brasileño de Serie B en 1991 y 2001 y la Copa de Campeones de Brasil en 2002. Sin embargo, el club sufrió dos descensos de categorías seguidos en 2005 y 2006.
En 2024 disputa el Campeonato Brasileño de Serie B tras haber obtenido el ascenso la temporada anterior en la Serie C.
Cuenta también con un equipo femenino.

## Historia
El 2 de febrero de 1914, miembros del Club Norte protestaron contra una decisión de la Federación de Fútbol de Pará que benefició al Clube do Remo disolviendo el club y refundándolo como Paysandu Foot-Ball Club. Se llegó a conocer en 1939 como el Esquadrão de Aço (Escuadrón de acero) y en 1948 como Papão da Curuzu, por parte del periodista Everardo Guilhon.
Su nombre es en honor a la ciudad uruguaya Paysandú por el evento histórico que sería uno de los desencadenantes de la Guerra de la Triple Alianza.
En 1991 Paysandu obtuvo por primera vez el Campeonato Brasileño de Serie B, logrando llegar a la Serie A, obteniendo el último lugar en esa categoría al año siguiente pero por una extensión de los participantes pudo mantenerse para finalmente descender en 1995 tras ser 23.° entre 24 equipos.
En 2001, vuelve a ser campeón de la Serie B y en 2002 gana la Copa de Campeones de Brasil que reúne a todos los campeones regionales como Paysandú que obtuvo la Copa Norte ese mismo año.
Por ganar la Copa de Campeones se clasificó a su única participación internacional, la Copa Libertadores 2003 en la cual derrotó a equipos sudamericanos tradicionales como Cerro Porteño y Boca Juniors, este último en el estadio La Bombonera por 0-1, con gol de Iarley en ronda de octavos de final, aunque finalmente sería eliminado por el cuadro argentino al caer en el juego de vuelta por 2-4 en calidad de local.
Su principal adversario futbolístico es el Clube do Remo, con el cual disputa el clásico Re-Pa, el cual es considerado como una de las mayores rivalidades regionales en el fútbol brasileño.

## Indumentaria tradicional
La indumentaria oficial, compuesta por una camiseta de líneas verticales celestes y blancas, pantalón y medias celestes, fue diseñada por Hugo Leão, el primer presidente del club en 1914.

## Escudo
El escudo está compuesto por dos estrellas amarillas que representan los dos títulos de Serie B, un pie alado que representa que la fuerza del club no puede ser alcanzada por otros y la bandera de Pará, representando a la Copa de Campeones 2002. Las estrellas y la bandera están sobre la insignia.

## Himno
Las estrofas del himno del club las hizo el poeta local José Simões, en 1920.

## Datos del club
- Participaciones en la Copa Libertadores: 1 (2003)

Mejor posición: Octavos de final (2003)

## Participaciones internacionales
| Competencia                      | Edición |
| -------------------------------- | ------- |
| Copa Libertadores de América (1) | 2003.   |

### Por competición
| Torneo                       | TJ | PJ | PG | PE | PP | GF | GC | DG | Puntos |
| ---------------------------- | -- | -- | -- | -- | -- | -- | -- | -- | ------ |
| Copa Libertadores de América | 1  | 8  | 5  | 2  | 1  | 17 | 9  | +8 | 17     |
| Total                        | 1  | 8  | 5  | 2  | 1  | 17 | 9  | +8 | 17     |

## Jugadores

### Plantilla 2025

#### Altas y bajas 2025 (otoño)
| Altas            | Altas     | Altas         | Altas          | Altas |
| Jugador          | Posición  | Procedencia   | Tipo           | Costo |
| ---------------- | --------- | ------------- | -------------- | ----- |
| Ronaldo Henrique | Volante   | Agente libre  | Libre.         | --    |
| Eliel            | Delantero | Cuiabá        | Préstamo.      | --    |
| Dudu Vieira      | Volante   | Juventude     | Transferencia. | --    |
| Reverson         | Defensa   | Novorizontino | Transferencia. | --    |

| Bajas   | Bajas          | Bajas    | Bajas          | Bajas        |
| Jugador | Posición       | Destino  | Tipo           | Costo        |
| ------- | -------------- | -------- | -------------- | ------------ |
| Alisson | Portero        | Criciúma | Transferencia. | No revelado. |
| Juninho | Centrocampista | ABC      | Transferencia. | No revelado. |

## Entrenadores
- Arturzinho (agosto de 2013–septiembre de 2013)[28][29]
- Rogerinho Gameleira (interino- septiembre de 2013)[29]
- Vágner Benazzi (septiembre de 2013–noviembre de 2013)[30][31]
- Rogerinho Gameleira (interino- noviembre de 2013)[31]
- Sidney Moraes (diciembre de 2014–febrero de 2015)[32][33]
- Rogerinho Gameleira (interino- febrero de 2015)[33]
- Dado Cavalcanti (febrero de 2015–junio de 2016)[34][35]
- Rogerinho Gameleira (interino- junio de 2016)[35]
- Gilmar Dal Pozzo (junio de 2016–julio de 2016)[36][37]
- Rogerinho Gameleira (interino- julio de 2016–agosto de 2016)[37]
- Dado Cavalcanti (agosto de 2016–noviembre de 2016)[38][39]
- Marcelo Chamusca (noviembre de 2016–junio de 2017)[40][41]
- Rogerinho Gameleira (interino- junio de 2017)[41][42]
- Marquinhos Santos (junio de 2017–febrero de 2018)[42][43]
- Ailton Costa (interino- febrero de 2018)[43]
- Dado Cavalcanti (febrero de 2018–julio de 2018)[44][45]
- Ailton Costa (interino- julio de 2018)[45]
- Guilherme Alves (julio de 2018–agosto de 2018)[46][47]
- Ailton Costa (interino- agosto de 2018–septiembre de 2018)[47]
- João Brigatti (septiembre de 2018–marzo de 2019)[48][49]
- Léo Condé (marzo de 2019-mayo de 2019)[50]
- Leandro Niehues (interino- mayo de 2019)[51]
- Hélio dos Anjos (mayo de 2019–septiembre de 2020)[52][53]
- Márcio Fernandes (abril de 2022–abril de 2023)[54][55]
- Marquinhos Santos (mayo de 2023–junio de 2023)[56][57]
- Hélio dos Anjos (junio de 2023–septiembre de 2024)[58][59]
- Márcio Fernandes (septiembre de 2024–febrero de 2025)[60][61]
- Luizinho Lopes (febrero de 2025–presente)[3]

## Palmarés
- Títulos nacionales (1)
  - Copa de Campeones de Brasil (1): 2002
  - Campeonato Brasileño de Serie B (2): 1991 y 2001

- Títulos regionales (6)
  - Copa Verde (5): 2016, 2018, 2022, 2024, 2025
  - Copa Norte (1): 2002

- Títulos estaduales (50)
  - Campeonato Paraense (50):

1920, 1921, 1922, 1923, 1927, 1928, 1929, 1931, 1932, 1934, 1939, 1942, 1943, 1944, 1945, 1947, 1956, 1957, 1959, 1961, 1962, 1963, 1965, 1966, 1967, 1969, 1971, 1972, 1976, 1980, 1981, 1982, 1984, 1985, 1987, 1992, 1998, 2000, 2001, 2002, 2005, 2006, 2009, 2010, 2013, 2016, 2017, 2020, 2021, 2024